# Ingerslevsgade

Ingerslevsgade är en gata i Vesterbro i Köpenhamn, som löper från Københavns Hovedbanegård (Köpenhamns centralstation) till området kring Enghave Station, med järnvägen på den sydöstra sidan. Ingerslevsgade gränsar till Skelbækgade, Enghavevej, Dybbølsbro och Tietgensgade.
Busslinjer från många städer i Skandinavien och Europa till Köpenhamn stannar vid Ingerslevsgade bakom Köpenhamns centralstation, däribland långdistansbussar från bussbolagen Nettbuss och Flixbus.